# Telamoptilia prosacta
Telamoptilia prosacta là một loài bướm đêm thuộc họ Gracillariidae. Nó được tìm thấy ở Thái Lan, Đài Loan, Indonesia (Java), Ấn Độ (Bihar), Nhật Bản (quần đảo Ryukyu) và Fiji.
Sải cánh dài 6.5–8 mm. Ấu trùng ăn các loài Ipomoea, bao gồm Ipomoea batatas. Chúng ăn lá nơi chúng làm tổ.